# Turn It Upside Down
Turn It Upside Down è il secondo album in studio del gruppo rock statunitense Spin Doctors, pubblicato nel 1994.

## Tracce
1. Big Fat Funky Booty – 4:15
2. You Let Your Heart Go Too Fast – 3:49
3. Cleopatra's Cat – 4:04
4. Hungry Hamed's – 5:11
5. Biscuit Head – 4:19
6. Indifference – 4:23
7. Bags of Dirt – 4:47
8. Mary Jane – 3:41
9. More Than Meets the Ear – 3:55
10. Laraby's Gang – 3:39
11. At This Hour – 3:53
12. Someday All This Will Be Road – 4:41
13. Beasts in the Woods – 4:34

## Formazione
- Chris Barron - voce, chitarra acustica
- Aaron Comess - batteria, organo, percussioni, clavinet, organo Hammond
- Eric Schenkman - chitarra, cori, voce (6)
- Mark White - basso